# Axinella sinclairi
Axinella sinclairi är en svampdjursart som först beskrevs av Gray 1843.  Axinella sinclairi ingår i släktet Axinella och familjen Axinellidae. Inga underarter finns listade i Catalogue of Life.